# تپه سگاز
تپه سگاز در شهرستان هرسین، روستای سگاز واقع شده و این اثر در تاریخ ۱۰ دی ۱۳۸۱ با شمارهٔ ثبت ۶۹۹۰ به‌عنوان یکی از آثار ملی ایران به ثبت رسیده است.